# Mersey Monoplane
El Mersey Monoplane fue un prototipo de monoplano de configuración propulsora británico de los primeros años 10 del siglo xx. Se construyó un único ejemplar y participó en la Competición Británica Militar de Aeroplanos de 1912, pero se estrelló durante las pruebas y resultó destruido.

## Diseño y desarrollo

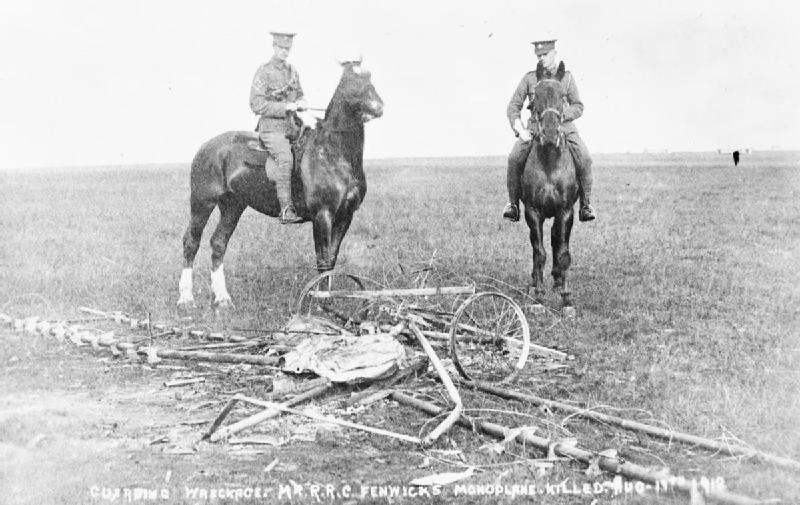
Los restos del avión de Fenwick, después del accidente.

En 1909, W.P. Thompson de Formby, Lancashire, fundó Planes Limited para desarrollar sus ideas de diseño de aeronaves, encargando a Frederick Handley Page que construyera un biplano de configuración propulsora basado en las mismas, el Handley Page Type B, llevándose  a cabo mucho del diseño en detalle para el Type B por Handley Page o por el asistente de Thompson, Robert Cooke Fenwick. Las primeras pruebas del Type B resultaron no exitosas, y Handley Page abandonó el avión sin que volase. Tras unas modificaciones realizadas por Fenwick en los talleres de Planes Limited en Freshfield, Formby, el avión voló exitosamente en noviembre de 1910.
Fenwick y Sydney T. Swabey diseñaron un segundo avión para Planes Limited en 1911, siendo un monoplano monomotor propulsor, propulsado por un motor radial Isaacson de 34 kW (45 hp), que fue montado en el morro del avión, moviendo una hélice bipala a través de un largo eje de extensión. El piloto y el pasajero se sentaban lado a lado en la góndola del fuselaje, que estaba montada debajo del ala del avión, pasando el eje de la hélice entre ellos. Las superficies de cola se llevaban en dos botalones de tubo de acero, mientras que el tren de aterrizaje del avión consistía en dos ruedas principales y largos patines diseñados para evitar que el avión capotase  en caso de aterrizaje brusco.
El monoplano voló por primera vez a finales de 1911. En abril de 1912, Fenwick y Swabey fundaron su propia compañía, The Mersey Aeroplane Company, comprando el monoplano a Planes Limited y continuando las operaciones desde sus talleres en Freshfield. Fue volado frecuentemente durante la primavera de 1912, a menudo llevando a pasajeros, incluyendo al septuagenario Thompson, que se creía que era la persona de más edad que había volado en esa época.
El monoplano se estrelló en el verano de 1912, pero fue reconstruido por Fenwick con la intención de presentarse a las Pruebas Militares que se iban a celebrar en agosto del mismo año. El reconstruido avión poseía alas de mayor envergadura, superficies de cola mayores y botalones de cola más cortos, pero retenía el motor radial Isaacson.
El reconstruido avión voló exitosamente en Larkhill, como parte de las pruebas, el 9 y el 11 de agosto, pero, cuando llevaba a cabo un tercer vuelo el 13 de agosto en condiciones climáticas ventosas, se precipitó contra el suelo desde una altura de unos 60 m, muriendo Fenwick. El accidente fue investigado por el Real Aero Club, culpando a la inestabilidad del avión de causar la pérdida de control de Fenwick cuando fue atrapado por una potente ráfaga de viento.

## Especificaciones
Referencia datos: The Aeroplanes of the Royal Flying Corps (Military Wing)

### Características generales
- Tripulación: Uno (piloto)
- Capacidad: Un pasajero
- Longitud: 10 m (32,8 ft)
- Envergadura: 11 m (36,1 ft)
- Superficie alar: 20 m² (215,3 ft²)
- Peso vacío: 340 kg[9]
- Peso cargado: 522 kg[9]
- Planta motriz: 1× motor radial de siete cilindros refrigerado por aire Isaacson 45hp.
  - Potencia: 34 kW (47 HP; 46 CV)
- Hélices: Bipala de madera de paso fijo

### Rendimiento
- Velocidad máxima operativa (Vno): 89 km/h (55 MPH; 48 kt)
- Alcance: 6 h

## Aeronaves relacionadas

### Desarrollos relacionados
- Handley Page Type B